# Величка
Вели́чка (пол. Wieliczka) — город в Польше, входит в Малопольское воеводство, Величский повят. Имеет статус городско-сельской гмины. Занимает площадь 13,41 км². Население — 23 849 человек (на 2019 год).

## История

### До XVII века
Первые следы добычи соли относятся к IX веку. Тогда же были построены первые солеварни, добывающие солёную воду из родников. Первыми поселенцами были люди из кельтских племён, позднее вытесненные славянами. Значение месторождений сильно выросло после переноса столицы в Краков по воле Казимира I Восстановителя. Солеварни приносили большой доход, который был необходим князю для содержания войска и восстановления страны.
Дальнейшему развитию поселения сильно помешало монголо-татарское нашествие, в результате которого был разрушен Краков и его окрестности. С середины XIII в. добыча соли основывалась на вываривании соли из солёной воды. После того, как родники стали иссякать, люди стали копать колодцы и добывать солёную воду из них. В 1252 году были открыты месторождения каменной соли и начата их непосредственная добыча из-под земли. В 1289 году Генрих Праведный, тогдашний князь Кракова, издал указ, разрешающий братьям Еско и Изенболду основать в этом месте город. В 1290 году Пшемыслом II Величке официально был присвоен статус города.
История замка в Величке, который с самого начала служил административным центром Краковской соляной фабрики и соляных шахт в Величке, а также Бохне, восходит к XIII веку. Доход от соляных заводов на протяжении многих веков был одним из основных источников доходов польской экономики (в XIV веке он давал треть от всех доходов государственной казны). В XVI веке вырос туристический интерес к Величке благодаря появлению возможности посещения шахт. Интерес к миру и стремление к знаниям во времена эпохи Возрождения привлекали в шахт путешественников, которые хотели увидеть «путешествие к центру Земли».
Во врена Владислава II началось территориальное расширение города, продолжившийся во времена поздних Ягеллонов. Этнический состав города в это время становился более однородным из-за замещения немцев поляками. В XVI веке начали появляться цеха, которых к началу следующего века насчитывалось 14. На пике своего развития город стал крупнейшим промышленным центром страны. С 1556 года в Величке начал действавать privilegium de non tolerandis Judaeis.
В 1311 году, во время правления Владислава Локетка, исполняющий обязанности войта Геслар де Кулпьен присоединился к восстанию войта Альберта. После подавления восстания войт бежал в Силезию, где служил главой Велички. Ранее в Величке селились немецкие горняки, что привело к замене латыни на немецкий. После падения восстания король заметил растущую угрозу германизации и вернул латинский язык. Во время правления Казимира Великого город стремительно развивался. Вокруг города были построены стены. В самой Величке появился Замок Жупны, развивалась и экономика города. Миколай Вежинек основал больницу и приют для бездомных.

### XVII—XVIII века
В 1651 году в городе началась эпидемия, сильно сократившая численность населения. Во время шведского потопа (1655—1660) экономика города пришла в упадок: несмотря на то, что в самой Величике не было боёв, она было сожжена и разграблена; шведские войска захватили контроль над шахтой и собирали налоги с местного населения. Габрель Войнилович и Ежи Любомирский собрали отряд примерно из 3000 человек, который участвовал в освобождении Велички, Бохни и Виснича. Решающая битва произошла в Камённе, в которой поляки одержали победу. После победы в Венской битве развитие города несколько ускорилось, в центре города по указу Яна III была основана колокольня.
9 июня 1772 года, согласно договору о Первом разделе Польше, Величка была взята под контроль австрийскими войсками.

### XIX век
В 1809 году была включена в состав Варшавского герцогства. В 1815 году по результатом Венского конгресса вернулась под контроль Габсбургов и была присоединена к Галиции под названием Groß Salze (с немецкого — «великая соль»). В это время в городе выросла безработица, потому что австрийцы привозили на шахту современное оборудование из глубин Австрии, из-за чего производство машин и инструментов в городе и окрестностях было прекращено; из-за низкой заработной платы на шахте массово увольнялись польские горняки, что вызвало массовый приезд немецких, венгерских, трансильванских и хорватских рабочих, из-за чего этнический состав города сильно изменился.
Во время Краковского восстания в 1846 году восставшие горняки под предводительством Эдварда Дембовского захватили контроль над шахтой. В период автономии Галиции город постепенно развивался: Величка стала крупнейшим местом работы горняков в Галиции: в шахте работало более 2000 рабочих; в 1857 году была запущена железнодорожная ветка до Кракова.
Лишь под конец XIX века в городе начало появляться социальное жильё, богатые предприниматели построили жильё для горняков, электростанцию, которая снабжала электричеством как шахту, так и остальной город, а также современную солеварню. В межвоенный период город продолжил расширяться. В 1933 году произошла забастовка горняков, вызванная понижением зарплаты, которая была подавлена. В 1934 году в черту города были включены часть деревни Забава, Ледница-Долна, Ледница-Немецка и Класно.

### XX век — настоящее время
Во время Первой мировой войны, с 28 ноября по 7 декабря 1914 года, была оккупирована российской армией. Во время Второй мировой войны, 7 сентября 1939 года, город был захвачен войсками нацистской Германией. Накануне он был переполнен, так как 5400 человек еврейского происхождения переехали в Величку после известия о строительстве гетто в Кракове. Во всем городе проживало 11 тыс. евреев, сосредоточенных, в основном, в районе Класно. Однако после того, как гетто было открыто, в него насильно отправляли и евреев, проживавших в Величке. 21 января 1945 года город был освобожден Красной армией. Погибшим во время битвы 138-ми советским солдатам впоследствии был поставлен памятник на улице Героев Варшавы.
После Второй мировой войны начался период планомерного развития города. В пределы города были включены Богучице с частью Чарноховице (1954 год) и Кшишковице (1973 год). В 1978 году ЮНЕСКО решило внести соляную шахту в Величке в список всемирного культурного наследия. В 1992 году на шахте произошла авария: утечка воды привела к обрушению пути и трещинам в стенах францисканского монастыря. В 1994 году город был включён в список памятников истории.

## Соляные копи Велички
Величка известна своими соляными копями, в своё время — одними из крупнейших в Европе. В средние века доход от продажи соли составлял третью часть всей государственной казны. Соляные залежи известны здесь с незапамятных времён; сначала соль варили, потом начали добывать каменную соль. По легенде, Святая Кинга, дочь венгерского короля Белы IV, выходя замуж за польского князя Болеслава Стыдливого, получила в приданое одну из соляных шахт в Мармароше. В эту шахту она бросила своё обручальное кольцо, и когда по дороге в Краков она на привале приказала вырыть колодец, слуги вместо воды обнаружили соль, и в первой же вытащенной глыбе каменной соли нашёлся тот самый перстень. С тех пор Святая Кинга стала покровительницей всех рабочих, занятых добычей соли.
Шахта имеет 9 этажей: от первого, проникающего на 64 метра в глубину, до последнего, лежащего на глубине 327 метров. Суммарная протяжённость ходов — около 250 километров. При этом туристический маршрут составляет ок. 3 % всей длины шахты.

## Достопримечательности
- Воинский некрополь времён Первой мировой войны. Памятник культуры Малопольского воеводства.
- Замок Жупны

## Известные уроженцы
- Павел Мончивода — польский музыкант, бас-гитарист, участник группы «Scorpions».
- Адам Мусял — футболист, тренер.
- Владислав Скочиляс — польский график, живописец, педагог.